# Municipio de Marion (condado de Doniphan)
El municipio de Marion (en inglés: Marion Township) es un municipio ubicado en el condado de Doniphan en el estado estadounidense de Kansas. En el año 2010 tenía una población de 211 habitantes y una densidad poblacional de 4,52 personas por km².

## Geografía
El municipio de Marion se encuentra ubicado en las coordenadas 39°42′24″N 94°59′38″O / 39.70667, -94.99389. Según la Oficina del Censo de los Estados Unidos, el municipio tiene una superficie total de 46.67 km², de la cual 45,56 km² corresponden a tierra firme y (2,38 %) 1,11 km² es agua.

## Demografía
Según el censo de 2010, había 211 personas residiendo en el municipio de Marion. La densidad de población era de 4,52 hab./km². De los 211 habitantes, el municipio de Marion estaba compuesto por el 98,58 % blancos, el 1,42 % eran amerindios. Del total de la población el 0,95 % eran hispanos o latinos de cualquier raza.